# Předseda vlády Severní Makedonie
Předseda vlády Severní Makedonie (makedonsky: Претседател на Владата на Република Северна Македонија) je hlava vlády Severní Makedonie. Premiér je v Severní Makedonii typicky také předsedou vládní koalice v severomakedonském parlamentu.
Podle Pržinské dohody z roku 2015 rezignuje každý severomakedonský premiér 100 dní před konáním parlamentních voleb a na přechodné období se funkce ujme tzv. technický premiér s omezenými pravomocemi. V lednu 2024 poprvé ve funkci technického premiéra působil etnický Albánec.
Od června 2024 je premiérem Severní Makedonie Hristijan Mickoski z politické strany VMRO-DPMNE.